# Rafael Mendiluce Elizondo
Rafael Mendiluce Elizondo (31 de juliol de 1939 - 29 de maig de 2014) va ser un jugador i entrenador de futbol basc. Va jugar a la Reial Societat B entre 1957 i 1962, com a davanter, marcant 16 gols en 78 partits. El 1962 va debutar amb el primer equip. Va jugar a la Reial Societat des del 1962 fins al 1973, quan es va retirar. Hi va marcar un total de 32 gols en 302 partits.
Més tard entrenaria l'equip juvenil de la Reial Societat i la Reial Societat B entre 1982 i 1985.